# Tezpur
Tezpur là một thành phố và là nơi đặt ban đô thị (municipal board) của quận Sonitpur thuộc bang Assam, Ấn Độ.

## Địa lý
Tezpur có vị trí 26°38′B 92°48′Đ / 26,63°B 92,8°Đ Nó có độ cao trung bình là 48 mét (157 feet).

## Nhân khẩu
Theo điều tra dân số năm 2001 của Ấn Độ, Tezpur có dân số 58.240 người. Phái nam chiếm 52% tổng số dân và phái nữ chiếm 48%. Tezpur có tỷ lệ 83% biết đọc biết viết, cao hơn tỷ lệ trung bình toàn quốc là 59,5%: tỷ lệ cho phái nam là 86%, và tỷ lệ cho phái nữ là 79%. Tại Tezpur, 9% dân số nhỏ hơn 6 tuổi.